# Arthur Hailey
Arthur Hailey (5. dubna 1920 Luton, Bedfordshire, Anglie – 24. listopadu 2004 Nassau, Bahamy) byl britsko-kanadský spisovatel, který později žil v USA a pak na Bahamách. Proslul svými napínavými romány z prostředí různých profesí, které nejprve zevrubně nastudoval a pak do detailů popisoval. Řada z nich se stala bestsellery a byla zfilmována.

## Život
Narodil se v anglickém Lutonu. Ve čtrnácti letech musel odejít ze školy, protože jeho rodiče si nemohli dovolit platit další vzdělávání. Na začátku 2. světové války se přihlásil do britské RAF, kde sloužil až do roku 1947, kdy se přestěhoval do Kanady. V Kanadě, kde později získal občanství, pracoval v různých zaměstnáních, vedle kterých také psal. V letech 1944–1950 byl ženatý s Joan Fistwickovou, měli 3 děti a manželství skončilo rozvodem. 
V roce 1956 se Hailey stal profesionálním spisovatelem, k čemuž ho povzbudil úspěch televizní hry Let do nebezpečí uvedený stanicí CBC. Po velkém úspěchu románu Hotel roku 1965 se přestěhoval do Kalifornie, než v roce 1969 finálně přesídlil na Bahamy, neboť na amerických a kanadských daních z příjmu odváděl 90 % svého zisku.
Na Bahamách se usídlil v rezidenčním letovisku Lyford Cay na ostrově New Providence. Bydlel tam se svou druhou ženou Sheilou, s níž se oženil 28. července 1951. Ta pracovala jako redaktorka a publikovala vlastní literární práce, a později pracovala v televizi. V roce 1978 o svém manželství napsala knihu Vzala jsem si bestsellera (I Married a Best-Seller). Měli tři děti, Jane, Stevena a Dianu.
V posledních letech svého života trpěl Hailey zdravotními neduhy stáří, podstoupil dvě operace srdce. Měsíc před smrtí ho postihla mrtvice, dalšímu záchvatu pak podlehl.

## Dílo
Hailey je považován za zakladatele žánru tzv. profesního románu. Každá z jeho knih do nejmenších detailů popisuje profesní prostředí, ve kterém se děj odehrává. Tyto podrobnosti vycházely z rozsáhlých znalostí, které autor získával precizním studiem tématu. To mu typicky zabralo asi rok, po kterém následovalo cca šest měsíců zpracování získaných poznámek a poté konečně vlastní psaní knihy, které trvalo obvykle asi rok a půl (později se tříletá perioda vydávání jeho knih o něco prodlužovala). 
Takto důkladný výzkum (např. pro jeden ze svých posledních románů Večerní zprávy se vydal ve svých 67 letech do džungle v Peru za místními povstalci; před psaním Hotelu přečetl 27 knih o hotelnictví) poskytoval jeho knihám nebývalý realismus, který byl čtenářsky poutavý a často velmi poučný. Někteří kritici ovšem soudili, že Hailey tuto metodu používal také jako náhradu či zástěrku za nedostatek literárního talentu – jeho úspěch ovšem netkvěl v uměleckém dojmu nebo slohové vytříbenosti, ale v dobré práci s charaktery, mistrném budování zápletek a napětí, a právě v mimořádné erudici v každém tématu.
Mnoho jeho knih se dostalo na první místo žebříčku bestsellerů podle New York Times; po celém světě se prodalo přes 170 milionů jeho knih ve více než 40 jazycích. Mnoho knih bylo také zfilmováno a podle Hotelu byl vytvořen i mnohadílný televizní seriál.

### České adaptace
Let do nebezpečí byl u nás zpracován v r. 1980 režisérem Jiřím Horčičkou jako rozhlasová hra s Eduardem Cupákem v hlavní roli.
Konečná diagnóza vyšla i jako audiokniha s hlasem Igora Bareše v edici Mistři slova, kterou vydává Audiotéka.